# Augochloropsis cirrhopus
Augochloropsis cirrhopus är en biart som först beskrevs av Joseph Vachal 1903.  Augochloropsis cirrhopus ingår i släktet Augochloropsis och familjen vägbin. Inga underarter finns listade.